# Cihanbeyli
Cihanbeyli (kurdisch auch Canbeg) ist eine Stadtgemeinde (Belediye) im gleichnamigen Ilçe (Landkreis) der Provinz Konya in der türkischen Region Zentralanatolien und gleichzeitig ein Stadtbezirk der 1986 gebildeten Büyükşehir belediyesi Konya (Großstadtgemeinde/Metropolprovinz). Seit der Gebietsreform 2013/2014 ist die Gemeinde flächen- und einwohnermäßig identisch mit dem Landkreis.

## Geografie
Der Landkreis/Stadtbezirk Cihanbeyli liegt im Norden der Provinz/Büyükşehir und grenzt im Norden an Kulu, im Süden an Altınekin und im Süden/Südwesten an Sarayönü sowie im Westen an Yunak. Nordwestlich und nordöstlich ragt er etwas in die Provinz Ankara hinein.
Der einzige Fluss in der Region ist der İnsuyu Çayıdır. Tersishan (Tersakan), Süt Gölü, Acı Göl sowie Adil Göl sind die wichtigsten Seen. Mit 1.150 Metern ist der Bozdağ der höchste Berg im Kreis/Stadtbezirk. Im Westen von Cihanbeyli findet sich der Tuz Gölü (türk. „Salzsee“), der zweitgrößte See der Türkei, der zugleich ein Paradies für Rosaflamingos ist.

## Etymologie
Andere ältere Namen sind İnevi und Esbikeşan. Der heutige Name stammt von einem nomadischen Kurdenstamm, der im 18. Jahrhundert aus Adıyaman, Elazığ und Malatya in diese Gegend kam.

## Verwaltung
Der Landkreis wurde 1926 durch das Gesetz Nr. 844 erschaffen und konnte bei der ersten Volkszählung 1927 (als Djihan-Beyli) 20.597 Einwohner in 57 Ortschaften (auf 6.050 km² Fläche) aufweisen, der namensgebende Verwaltungssitz hatte nur 375 Einwohner. Durch die Bildung der Kreise Kulu (1954) und Altınekin (1987) büßte der Kreis mehr als die Hälfte seiner Fläche ein. 1929 erhielt Cihanbeyli den Status einer Stadtgemeinde (Belediye) – erkenntlich auch am Stadtlogo.
(Bis) Ende 2012 bestand der Landkreis neben der Kreisstadt aus 13 Stadtgemeinden (Belediye: Bulduk, Büyükbeşkavak, Gölyazı, Günyüzü, İnsuyu, Kandil, Karabağ, Kelhasan, Kuşça, Kütükuşağı, Taşpınar, Yapalı und Yeniceoba) sowie 20 Dörfern (Köy) in zwei Bucaks. Die Dörfer  wurden während der Verwaltungsreform 2013/2014 in Mahalle (Stadtviertel/Ortsteile) überführt. Die 14 vorhandenen Mahalle der Kreisstadt blieben erhalten, während die 33 Mahalle der 13 obigen Belediye vereint und zu je einem Mahalle reduziert wurden. Den Mahalle steht ein Muhtar als oberster Beamter vor.
Ende 2020 lebten durchschnittlich 1.109 Menschen in jedem dieser 47 Mahalle, 5.690 Einw. im bevölkerungsreichsten (Yeniceoba Mah.).

## Persönlichkeiten
- Yusuf Yeşilöz (* 1964) – Autor